# René Donnio
René Donnio est un acteur français, né le 20 août 1889 à Loudéac et mort le 2 janvier 1934 à Nantes.

## Filmographie
- 1919 : Dagobert le fils à son père (ou Dagobert) de Roger Lion
- 1920 : Le Petit Poucet de Robert Boudrioz
- 1922 : Être ou ne pas être de René Leprince
- 1922 : L'Âtre de Robert Boudrioz : Le domestique
- 1924 : L'Enfant des halles de René Leprince
- 1924 : Le Diable dans la ville de Germaine Dulac : Le Lunatique
- 1924 : La Fille bien gardée de Louis Feuillade
- 1924 : Ce cochon de Morin de Victor Tourjansky
- 1925 : Le Nègre blanc de Serge Nadejdine, Nicolas Rimsky et Henry Wulschleger
- 1925 : Le Double Amour de Jean Epstein
- 1929 : Cagliostro de Richard Oswald
- 1930 : Au Bonheur des dames de Julien Duvivier : Deloche
- 1931 : Les Quatre Vagabonds de Lupu Pick : Vagabond Max
- 1931 : Coquecigrole d'André Berthomieu : Casimir
- 1932 : Sous le casque de cuir d'Albert de Courville
- 1932 : La Méthode Crollington d'André Bay
- 1932 : Le Baptême du petit Oscar de Jean Dréville
- 1932 : L'Agence O'Kay d'André Chotin
- 1932 : Barranco, Ltd d'André Berthomieu : Overlook
- 1932 : Monsieur Albert de Karl Anton : William
- 1932 : Les Gaîtés de l'escadron de Maurice Tourneur : Laplote
- 1932 : Occupe-toi d'Amélie de Richard Weisbach et Marguerite Viel : le général
- 1933 : Son autre amour d'Alfred Machard et Constant Rémy
- 1933 : Don Quichotte de Georg Wilhelm Pabst : Carasco
- 1933 : Un soir de réveillon de Karl Anton : Bob
- 1934 : La Bataille de Nicolas Farkas et Victor Tourjansky : Un journaliste